# Antonio Breschi
Antonio Breschi, conosciuto come Antoni O'Breskey (Firenze, 1950), è un compositore, pianista e scrittore italiano.
È il primo musicista a introdurre il pianoforte in maniera improvvisativa nella musica irlandese e flamenca. Inoltre, è considerato come uno dei principali pionieri e interpreti della world music e della new age. È stato il primo a fondere il flamenco, la musica basca, araba, latina e irlandese in composizioni originali, creando un ponte tra musica etnica, jazz e musica classica. Anticipando i tempi, ha unito il pianoforte con le più svariate tradizioni musicali del mondo, creando un nuovo approccio al jazz e alla musica classica e un nuovo stile pianistico.
Diplomato in pianoforte al conservatorio Luigi Cherubini di Firenze, le sue prime basi sono state jazzistiche e classiche. La sua attività musicale ha contribuito allo sviluppo della musica tradizionale e, allo stesso tempo, all'innovazione della musica contemporanea. Come compositore e pianista ha composto più di 300 melodie celtiche, brani di flamenco, composizioni neoclassiche e minimaliste menzionate in antologie e riviste di world music. Le sue composizioni sono diventate colonne sonore per il cinema, il teatro e la danza, in collaborazione con Folco Quilici, Ermanno Olmi, Franco Piavoli, Mario Monicelli, Giorgio Albertazzi e il Balletto di Sicilia.
Per la sua fusione di diversi stili musicali Antonio è stato riconosciuto come l'ispiratore del famoso spettacolo di danza Riverdance. Nel 2005, 2007 e 2012 alla National Concert Hall di Dublino si sono svolti tre concerti celebrativi per il suo apporto dato alla cultura e alla musica irlandese e per l'unione delle culture del mondo. Ha inciso più di 30 album raccolti nella collana Nomadic Piano Collection avendo come ospiti innumerevoli musicisti, tra i massimi rappresentanti delle varie culture musicali del mondo come Ronnie Drew (The Dubliners), José Seves (Inti-Illimani), Antonio Carmona (Ketama), Benito Lertxundi, Gabin Dabiré e Ali Tajbakhsh. Attualmente lavora sotto il nome del suo progetto musicale Nomadic Piano Project, e sta anche creando una nuova etichetta discografica dal nome ironico No Age Music. Oltre alla musica, Antonio ha dedicato molto tempo come educatore, assistente sociale, scrittore, cuoco, attore, umanista, poeta ed è laureato in erboristeria.

## Discografia
- Irish Meet the Blues (1980)
- Bound for America (1981)
- Far Off Hills… (1982)
- Ode to Ireland (1982)
- Linguaggio dei Luoghi (1984)
- Mezulari (1985)
- Tierras, Mares y Memorias (1986)
- Punta Umbría (1987)
- Al Kamar (1989)
- Orekan (1993)
- At the Edge of the Night (1994)
- Toscana (1996)
- Songs of the North (1996)
- Song for Carla (1998)
- My Irish Portrait (1998)
- Irish Airs (2000)
- Donostia (2000)
- When Bach Was an Irishman (2002)
- The New Orleans Jig (con Gabin Dabiré) (2004)
- Zeharbidetan (con José Ángel Irigarai) (2004)
- From Dublin to Bilbao (con Ronnie Drew) (2008)
- Nomadic Aura (2009)
- When Jazz Was an Irish Baby (2009)
- Ready to Sail (2011)
- The Whale's Lament and the Dolphin Waltz: For Piano and Cello (2012)
- Boletus Edulis: Suite for Piano and Oboe (2013)
- Dancing Waves (2014)
- Sorkuntzaren Trenean (2015)
- Samara (2020)
- Blessed Sadness (2021)